# Rhododendron patulum
Rhododendron patulum är en ljungväxtart som beskrevs av F. K. Ward. Rhododendron patulum ingår i släktet rododendron, och familjen ljungväxter. Inga underarter finns listade i Catalogue of Life.